# كيزو ناكانيشي
كيزو ناكانيشي (باليابانية: 中西圭三؛ بالكانا: なかにし けいぞう) هو مغن مؤلف ومغني وملحن ياباني، ولد في 11 نوفمبر 1964 في Minami-ku, Okayama ‏ في اليابان.

## وصلات خارجية
- الموقع الرسمي
- كيزو ناكانيشي على موقع IMDb (الإنجليزية)
- كيزو ناكانيشي على موقع ميوزك برينز (الإنجليزية)
- كيزو ناكانيشي على موقع ديسكوغز (الإنجليزية)